# Zamhlai
Zamhlai (în ucraineană Замглай) este o așezare de tip urban din raionul Ripkî, regiunea Cernihiv, Ucraina. În afara localității principale, nu cuprinde și alte sate.

## Demografie
Componența lingvistică a așezării de tip urban Zamhlai
     Ucraineană (93,54%)
     Rusă (4,79%)
     Belarusă (1,56%)
Conform recensământului din 2001, majoritatea populației așezării de tip urban Zamhlai era vorbitoare de ucraineană (93,54%), existând în minoritate și vorbitori de rusă (4,79%) și belarusă (1,56%).